# Uranophenga
Uranophenga é um gênero de mariposa pertencente à família Acrolepiidae.